# Kanton Damville
Damville is een voormalig kanton van het Franse departement Eure. Het kanton maakte deel uit van het arrondissement Évreux. Het werd opgeheven bij decreet van 25 februari 2014, met uitwerking op 22 maart 2015. Alle gemeenten werden opgenomen in het kanton Verneuil d'Avre et d'Iton.

## Gemeenten
Het kanton Damville omvatte de volgende gemeenten:
- Avrilly
- Buis-sur-Damville
- Chanteloup
- Corneuil
- Damville (hoofdplaats)
- Les Essarts
- Gouville
- Grandvilliers
- L'Hosmes
- Manthelon
- Roman
- Le Roncenay-Authenay
- Le Sacq
- Sylvains-les-Moulins
- Thomer-la-Sôgne
- Villalet